# Kings Cup
Der Kings Cup ist das weltweit bedeutendste Muay-Thai-Turnier. Er wird jeweils am 5. Dezember eines Jahres zu Ehren des thailändischen Königs Bhumibol Adulyadej (Rama IX.) ausgetragen. Das Finale des Kings-Cups wird auch als Kings Cup Final Challenge (mit nachgestellter Jahreszahl) bezeichnet. Es ist ein offizieller Feiertag in Thailand, zu dem sich über eine Million Menschen in Sanam Luang, einem historisch bedeutsamen Teil von Bangkok, direkt vor dem Wat Phra Keaew Palast, versammeln. Das Turnier wird von zahlreichen Fernsehsendern auch in andere Teile der Welt übertragen.

## Ablauf
Insgesamt werden jährlich rund 300.000 Zuschauer direkt am Ring Zeuge der Prestigekämpfe lokaler und internationaler Muay-Thai-Stars zu Ehren des Königs. Die Hauptattraktionen sind die Super-8-Titelkämpfe, in dem acht Kämpfer im Wettbewerb um die begehrte Trophäe, gestiftet vom König von Thailand, kämpfen.
Traditionell kommt bei diesem Anlass ein Kämpfer aus Thailand, weitere 7 Kämpfer qualifizieren sich für das Finale im Vorfeld bei der internationalen Kingscup Challenge. Der Sieger des Kings Cup wird zum Kampf um den Weltmeistertitel des WMC (Word Muaythai Council) eingeladen.
Neben den Super-8-Titelkämpfen gibt es weitere Showkämpfe und Superfights in verschiedensten Gewichtsklassen mit Kämpfern aus über 30 Nationen. Die Kings Cup Final Challenge wird alljährlich im Rahmen der IFMA-Muay-Thai-Amateurweltmeisterschaft abgehalten.
Das Feld 2010 ist gespickt mit den internationalen Superstars der Muay Thai-Welt. Neben dem Titelverteidiger Cosmo Alexandre wird der thailändische Volksheld, Contender Champion und Weltmeister Yodsaenklai am Start sein. Auch der deutsche IKBO-Welt- und Europameister Alexander Vogel aus Duisburg ist für das Weltfinale qualifiziert.
Der Event wird im Jahr 2010 unter anderem von ESPN Asia, Fox Asia und CCTV live oder zeitversetzt übertragen. Auch im US-amerikanischen Pay-per-View wird das Event live und in HD übertragen. In Deutschland finden derzeit Gespräche mit mehreren Sendergruppen über eine Ausstrahlung statt.

### Kings Cup Masters Series
Die Kings Cup Masters Series ist die internationale Turnierserie mit Ausscheidungskämpfen für die Kings Cup Final Challenge.
Die Qualifikation verläuft in drei Stufen.

### Kings Cup Final Challenge
Im „Grand Final“, der Kings Cup Final Challenge, nehmen die sieben Kings Cup Masters Gewinner und ein thailändischer Kämpfer teil.

### Kings Cup Masters
Der höchste Level des Qualifikationswettbewerbs. Die Sieger der sieben Masters Events qualifizieren sich direkt für die Kings Cup Final Challenge.

### Kings Cup Qualifiers
Hieran nimmt man auf Einladung durch den lokalen Promoter oder den Rechteinhaber des Kings Cup teil.

### Organisation
Rechte- und Lizenzinhaber: Blackhawk Sports AG
Die Blackhawk Sports AG ist der alleinige Inhaber aller organisatorischen und kommerziellen Rechte an der Kings Cup Final Challenge und der Kings Cup Masters Series. Der Dachverband der Profis, der WMC (Word Muaythai Council), ist der Vertragspartner der Blackhawk Sports AG.
Veranstalter Kings Cup in Bangkok: One Songchai Promotions
One Songchai Promotions ist der größte und bekannteste Kampfsport Promoter Thailands. In den letzten 33 Jahren hat sich der Inhaber, Songchai Ratanasuban, mit One Songchai einen Ruf aufgebaut, der dazu führt, dass über 70 % aller thailändischen Muaythai-Profis ihre Karriere unter seinem Dach beginnen. Er besitzt alle 11 Einheiten der Sieger des Lumpin Stadions, Songchai Boxing Stadions und Somloung Stadions, führt über 100 Veranstaltungen im Jahr mit seiner Firmengruppe durch und gilt in seiner Heimat als großer Förderer und Sponsor von Projekten, die Armen und Vertriebenen zu Hilfe kommen.

### Verbände
Sowohl der Profiverband Word Muaythai Council (WMC) als auch der Amateurverband International Federation of Muaythai Amateuers (IFMA) unterstützen den Kings Cup und die Kings Cup Challenge. Die beiden Institutionen sind von der Thailändische Regierung autorisiert, offiziell die Entwicklung des Thailändischen Nationalsport national und international weiterzutreiben. Die IFMA ist zudem der Treiber des Bestrebens, dass Muay Thai 2016 olympische Disziplin wird. Die WMC unterhält eine eigene Profiliga und versucht im professionellen Umfeld eine noch stärkere Präsenz von Muay Thai zu erreichen. In diesem Rahmen garantiert der WMC ein weltweit einheitliches Rangsystem, das durch alle Gewichtsklassen geht. Seit zwanzig Jahren repräsentiert der WMC den Profisport und ist inzwischen in 120 Ländern mit lokalen Organisationen aktiv. Der IFMA und der WMC sind bestens miteinander vernetzt.
Die Stärke der Kings Cup Final Challenge sowie der Masters Series liegt darin, dass sie sowohl vom IFMA im Amateurbereich, die durch den SportAccord (dem früheren General Association of International Sports Federations (GAISF)), anerkannt ist als auch auf professioneller Ebene vom WMC, dem autorisierten Dachverband im Muay Thai, unterstützt wird. Es ist eine äußerst seltene Konstellation, wenn nicht sogar einzigartig, dass der jeweilige Amateur- und Profi-Dachverband einer Sportart dieselbe Veranstaltung oder Veranstaltungsserie befürworten und unterstützen.